# Søren Westphal
Søren Westphal (født 8. juli 1986) er en dansk tidligere håndboldspiller. Han spillede indtil 2020 for Aalborg Håndbold, hvortil han skiftede i sommerpausen 2014 fra KIF Kolding København. Han har desuden tidligere spillet for GOG Svendborg, TMS Ringsted og Nordsjælland Håndbold.
Westphal spillede i sine ungdomsår adskillige kampe for de danske ungdomslandshold.
I en slutspilskamp i 2015 mod Herning pådrog han sig en korsbåndskabe, der holdte ham ude i mange måneder.
I februar 2017 fik han sin anden hjernerystelse i samme sæson, da Skjern-spilleren Bjarte Myrhol ramte ham i hovedet i løbet af en kamp. Han kom aldrig rigtigt tilbage til håndboldspillet, og indstillede karrieren i 2020.
Han er uddannet Cand.merc ved Copenhagen Business School.

## Eksterne links
- Spillerinfo på Aalborg Håndbolds hjemmeside Arkiveret 12. august 2014 hos  Wayback Machine